# Laure Darcos
Pour les articles homonymes, voir Darcos.
Laure Darcos, née Laure Driant le 27 novembre 1970 à Neuilly-sur-Seine, est une femme politique française. Elle est élue sénatrice de l'Essonne lors des élections sénatoriales de 2017 et réélue en 2023. D'abord membre du groupe Les Républicains, elle rejoint ensuite le groupe Les Indépendants – République et territoires.

## Biographie

### Jeunesse et études
Laure Driant est l'arrière-petite-fille du colonel Émile Driant et donc descendante du général Boulanger.
Elle obtient une licence d'histoire de l'université Paris-Sorbonne (1993), avant de suivre les cours de l'École du Louvre (2005-2007). Elle est diplômée de l'IFA / Institut d'études politiques de Paris, où elle obtient le certificat d'administrateur de sociétés (2015).

### Parcours professionnel
Elle commence sa carrière comme stagiaire du Quotidien de Paris (1990), puis dans deux agences de communication politique (Modus Vivendi et P.O.L.I.S.). En 1994, elle devient l'assistante parlementaire de Pierre Lequiller, député des Yvelines. Puis elle rejoint le cabinet de François Bayrou, ministre de l'Éducation nationale, de l'Enseignement supérieur et de la Recherche (1995-1997). Elle est ensuite chargée de mission auprès du directeur du livre et de la lecture, Jean-Sébastien Dupuit, à la DLL devenue le Service du Livre et de la Lecture (1997-1998), avant de devenir attachée parlementaire de son mari Xavier Darcos, sénateur de la Dordogne (1998-2002). Elle est chef de cabinet adjointe auprès de Xavier Darcos, alors qu'il est ministre de l'Éducation nationale.
Elle rejoint ensuite le monde de l'entreprise, comme directrice des relations institutionnelles du groupe Hachette Livre (2009-2016), membre du Comité exécutif France du groupe Hachette (depuis 2013) et vice-présidente de la commission numérique du Syndicat national de l'édition.
Lors des élections départementales de 2015, elle est élue conseillère départementale de l'Essonne (canton de Gif-sur-Yvette), puis membre de la commission permanente du Conseil départemental de l'Essonne. Elle est réélue le 27 juin 2021 pour un nouveau mandat de six ans.
Elle est candidate aux élections législatives de 2017 dans la 5e circonscription de l'Essonne,, où elle est battue par le candidat La République en Marche, le mathématicien Cédric Villani,.
Elle est élue sénatrice de l'Essonne lors des élections sénatoriales de 2017, le 24 septembre 2017 et réélue 24 septembre 2023. Au Sénat, elle est vice-présidente de la commission de la Culture, de l’Éducation et de la Communication, ainsi que vice-présidente de la délégation aux droits des femmes.
En février 2018, elle intègre l'organigramme de Libres !, le mouvement de Valérie Pécresse, en tant que porte-parole. En avril 2021, elle est élue à l’unanimité à la présidence de la fédération LR de l'Essonne. En 2023, elle quitte le groupe LR du Sénat, considérant comme une « forfaiture » l'investiture accordée, face à elle (qui était la présidente de la fédération départementale de LR), à un candidat non membre des Républicains en vue des élections sénatoriales de 2023 dans l'Essonne. Elle rejoint alors le groupe Les Indépendants – République et territoires.

### Vie de famille
Depuis le 10 avril 1999, elle est mariée avec l'académicien et ancien ministre Xavier Darcos. Ils ont un fils, Gabriel.

## Activité législative
Elle est à l'origine de la loi du 30 décembre 2021 dite « loi Darcos » visant à améliorer l'économie du livre et à renforcer l'équité entre ses acteurs. Cette loi entend adapter le monde du livre à l'ère numérique, en instaurant en particulier un prix minimum de frais de port pour les livres achetés en ligne, quel que soit le commerçant, petite librairie ou grande plateforme d'e-commerce. Elle ouvre aussi la possibilité aux communes de subventionner leurs librairies,.
Elle fut également rapporteur de la Loi de Programmation Recherche (LPR) au Sénat.
Engagée sur la question du cancer, elle est membre du Groupe d’étude « Cancer » du Sénat et auteur d’un rapport à ce sujet avec Philippe Berta,.
Elle est, au Sénat :
- Vice-présidente de la commission de la Culture, de l’Éducation et de la Communication[16] ;
- Vice-présidente de la délégation aux droits des femmes[17] ;
- Membre de l’Office parlementaire d’évaluation des choix scientifiques et technologiques (OPECST)[18] ;
- Membre du groupe d’amitié France-Balkans et présidente déléguée pour le Kosovo[19],[20] et membre et présidente déléguée pour la Birmanie du groupe interparlementaire d'amitié France-Asie du Sud-Est.

Autres fonctions
- Membre du Siècle
- Présidente de la fédération LR de l'Essonne (depuis 2021)[21]

## Décorations
- Chevalier de l'ordre des Palmes académiques[22] (2006)
- Chevalier de l'ordre des Arts et des Lettres[23] (2012)